# Australian Rugby Championship
Pour les articles homonymes, voir ARC.
L'Australian Rugby Championship (ou ARC) était une compétition australienne professionnelle de rugby à XV qui fut lancée le 11 août 2007 et supprimée le 18 décembre de la même année en raison d'un important déficit d'exploitation (2.8 millions d'euros). Cette nouvelle compétition, disputée par 8 franchises, se voulait l’équivalent du NPC néo-zélandais et de la Currie Cup sud-africaine, et visait à combler l'écart entre le rugby de club australien et le Super 14.

## Équipes
Huit équipes disputèrent la compétition : deux du Queensland, trois de Nouvelle-Galles du Sud, une du Territoire de la capitale australienne, une d'Australie Occidentale et une du Victoria. Chaque équipe eut un effectif de 28 joueurs. Il semble que la New South Wales Rugby Union ait renoncé à une quatrième équipe au profit de l’implantation d’une équipe à Melbourne (État de Victoria), ville traditionnellement moins intéressée par le rugby à XV, pour que la compétition soit véritablement nationale.
Le président de la Queensland Rugby Union Theo Psaros annonça qu’une des deux équipes du Queensland jouerait au stade de Ballymore à Brisbane. L’autre équipe de l'État devant évoluer en représentante de la conurbation urbaine de la Gold Coast. Dans un premier temps, il avait été prévu que les deux franchises évoluent à Ballymore.
Toutes les franchises furent affiliées à une équipe du Super 14, sauf celle de Melbourne.
| Nom                 | Ville ou région                                   | Stade (capacité)                               | Clubs rattachés | Franchise du Super 14 |
| ------------------- | ------------------------------------------------- | ---------------------------------------------- | --- | --------------------- |
| Ballymore Tornadoes | Brisbane (Queensland)                             | Ballymore Stadium (24 000)                     | Sunshine Coast Stingrays, Norths/QUT, Brothers, Wests, GPS, University | Reds                  |
| Canberra Vikings    | Canberra (Territoire de la capitale australienne) | Manuka Oval (15 000) Canberra Stadium (25 000) | Eastern Suburbs, Gungahlin Eagles, Queanbeyan Whites, Canberra Royals, Tuggeranong Vikings, Uni-Norths Owls, West Lions | ACT Brumbies          |
| Central Coast Rays  | Central Coast (Nouvelle-Galles du Sud)            | Central Coast Stadium (20 000)                 | Central Coast, Gordon, Manly, Northern Suburbs, Warringah | Waratahs              |
| East Coast Aces     | Gold Coast (Queensland)                           | Carrara Stadium (18 000)                       | Easts, Souths, Sunnybank, Gold Coast Breakers, Country Heelers | Reds                  |
| Melbourne Rebels    | Melbourne (Victoria)                              | Olympic Park Stadium (18 500)                  | Boroondara, Box Hill, Cerberus, Eltham, Endeavour Hills, Footscray, Geelong, Harlequin, Hume City, Maroondah, Melbourne, Melbourne University, Melton, Monash University, Moorabbin, Northern, Power House, Southern Districts, Wyndham City | Aucune                |
| Perth Spirit        | Perth                                             | Members Equity Stadium (17 000)                | West Subiaco, Nedlands, Palmyra, Cottesloe, University, Perth Bayswater, Kalamunda, Wanneroo, Associates, Rockingham | Force                 |
| Sydney Fleet        | Sydney (Nouvelle-Galles du Sud)                   | North Sydney Oval (20 000)                     | Eastern Suburbs, Illawarriors, Randwick, Southern Districts, Sydney University | Waratahs              |
| Western Sydney Rams | Sydney (Nouvelle-Galles du Sud)                   | Parramatta Stadium (20 000)                    | Eastwood, Parramatta, Penrith, West Harbour | Waratahs              |

## Histoire

### Lancement
Depuis l’avènement du professionnalisme dans le rugby à XV en 1996, il est question de la création d’une compétition nationale en Australie pour réduire la différence de niveau entre le rugby de club et les franchises du Super 14. Jusqu’à présent, les obstacles étaient jugés dissuasifs. Tout d’abord, contrairement à ce qui se passe en Nouvelle-Zélande ou en Afrique du Sud, le rugby n’est pas implanté uniformément sur l’ensemble du territoire, ce qui limite l’impact d’une compétition dite nationale. Le réservoir de joueurs est d’ailleurs beaucoup plus limité en Australie que chez ses deux concurrents directs de l’hémisphère sud. D’autre part, la taille du pays (7 686 850 kilomètres carrés) engendre des coûts de déplacement très élevés. Enfin, le succès populaire n’est pas garanti, dans un pays où le rugby à XIII et le football australien sont des institutions, qui plus est avec des équipes nouvelles qui ne sont pas ancrées dans l’esprit du public.
Néanmoins, après une réunion de trois jours à Sydney ayant permis de démontrer la viabilité d’un tel projet, la nouvelle compétition a été annoncée en mai 2006. Le succès financier rencontré par la Coupe du monde 2003 organisée en partie en Australie n’est pas étranger à la décision. L’annonce officielle définitive fut faite le 6 septembre 2006.
En outre, la compétition sera proposée en clair par le service public australien, l’Australian Broadcasting Corporation (ABC) jusqu’en 2009. Le groupe s’est engagé à diffuser19 matches par saison sur ses deux chaînes ABC1 et ABC2. C’est un véritable événement car la dernière fois que l’ABC avait retransmis du rugby, c’était en 1991 à l’occasion de la coupe du monde en Angleterre. Cet engagement assure en partie la pérennité de l’aventure. 

### Polémiques
Toutefois, ce nouveau championnat ne faisait pas l'unanimité, notamment en Nouvelle-Galles-du-Sud. Plutôt que de créer de toutes pièces des franchises, certains clubs comme Randwick ou Sydney University avaient réclamé que ce soient les trois ou quatre meilleurs clubs de l'État qui participent à cette compétition. D’autres soulignent que la création d’un échelon supplémentaire au-dessus des clubs allait encore les priver de leurs meilleurs joueurs ou leur en prendre de nouveaux, et drainer leurs ressources financières un peu plus.
En juillet 2006, la décision du lancement fut retardée par la fédération australienne (ARU) qui souhaitait permettre aux puissants clubs de Sydney d’obtenir des garanties quant à leur survie. Parallèlement, l’association des joueurs (Rugby Union Players Association, RUPA) publia un sondage révélant que 88 % d’entre eux étaient favorable à un niveau supplémentaire entre les clubs et le Super 14. Plusieurs joueurs de premier plan se prononcèrent aussi favorablement, expliquant que l'intensité des matchs de club n'étaient pas suffisante pour préparer les rencontres internationales.
Paradoxalement, les clubs de Sydney étaient les moins convaincus, alors qu’ils sont les plus à même de résister à la pression supplémentaire engendrée par l’ARC.

### Suppression
Arguant de pertes trop importantes pour le premier terme et de prévisions budgétaires peu rassurantes pour la seconde saison, l'Australian Rugby Union, informa le lundi 18 décembre 2007 de sa décision de supprimer le jeune championnat interclubs. 
De fait, tant le relatif désintérêt populaire (2,740 spectateurs de moyenne) que le déficit annoncé (près de 3 millions d'euros) eurent raison de la compétition.

## Format de compétition et calendrier
La compétition devait débuter après la fin de la saison de Super 14 (février-avril) et après celle des clubs (mars-juillet), et s’étendre sur dix semaines : une saison régulière de huit semaines entre fin juillet et fin septembre, puis deux semaines de play-offs jusqu’à la mi-octobre. Chaque équipe a affronté les sept autres une fois, et joué un match supplémentaire contre une autre, un derby, afin de garantir quatre matches à domicile à tout le monde. Les quatre premiers joueront des demi-finales croisées (1er contre 4e, 2e contre 3e) sur le terrain du mieux classé, les deux vainqueurs se disputant le titre en finale. Au total, 35 rencontres ont eu lieu.

## Joueurs
Le calendrier de la compétition devait permettre aux joueurs participant au Super 14 d'être alignés, exception faite des internationaux. Dans un premier temps, les joueurs devaient être libres de choisir leur équipe parmi les 8 franchises créées, mais un salary cap devait être imposé. Les contrats étaient annuels et renouvelables en fin de saison. Chaque équipe avait néanmoins la possibilité de payer un joueur au-delà du maximum autorisé. En outre, seuls 8 joueurs des 224 retenus au total pouvaient avoir un passeport étranger, ceci afin de promouvoir les joueurs du cru, ce qui était l'un des buts principaux de la compétition.
Chacune des quatre équipes australiennes engagées dans le Super 14 devait prêter deux de ses joueurs à la franchise de Melbourne, dans la mesure où aucune d’entre elles n’était installée dans le Victoria, ceci afin d’égaliser quelque peu les chances.
Selon l’ARU, environ 90 joueurs du Super 14 devaient participer, ainsi qu’environ 120 joueurs issus directement des clubs.

## Saison 2007

### Classement de la saison régulière
| \| \| Classement du Australian Rugby Championship 2007 \| |                                                  |        |      |       |     |       |             |               |            |                  |                            |
|                                                           | Équipe                                           | Points | Joué | Gagné | Nul | Perdu | Points pour | Points contre | Différence | Bonus (4 essais) | Bonus (défaite < 8 points) |
| 1                                                         | Western Sydney Rams                              | 27     | 8    | 5     | 0   | 3     | 239         | 149           | 90         | 5                | 2                          |
| 2                                                         | Central Coast Rays                               | 26     | 8    | 5     | 0   | 3     | 268         | 159           | 109        | 5                | 1                          |
| 3                                                         | Perth Spirit                                     | 25     | 8    | 6     | 0   | 2     | 210         | 138           | 72         | 1                | 0                          |
| 4                                                         | Melbourne Rebels                                 | 24     | 8    | 5     | 0   | 3     | 170         | 206           | -36        | 4                | 0                          |
|                                                           |                                                  |        |      |       |     |       |             |               |            |                  |                            |
| 5                                                         | Sydney Fleet                                     | 20     | 8    | 4     | 0   | 4     | 212         | 244           | -32        | 2                | 2                          |
| 6                                                         | Canberra Vikings                                 | 19     | 8    | 3     | 0   | 5     | 217         | 191           | 26         | 4                | 3                          |
| 7                                                         | Ballymore Tornadoes                              | 11     | 8    | 2     | 0   | 6     | 180         | 229           | -49        | 1                | 2                          |
| 8                                                         | East Coast Aces                                  | 11     | 8    | 2     | 0   | 6     | 163         | 343           | -180       | 3                | 0                          |
|                                                           | Classement du Australian Rugby Championship 2007 |        |      |       |     |       |             |               |            |                  |                            |

Une équipe obtient un point de bonus « offensif » si elle inscrit au moins 4 essais dans un match, et un point de bonus « défensif » si elle s’incline de moins de 8 points.

### Demi-finales
6 et 7 octobre 2007
- Western Sydney Rams-Melbourne Rebels (1er contre 4e) : 3-23
- Central Coast Rays-Perth Spirit (2e contre 3e) : 27-19

Les quatre franchises qualifiées pour les demi-finales de la saison inaugurale proviennent de quatre régions différentes, mais le Queensland ne sera pas représenté, ses deux équipes ayant terminé aux deux dernières places. Melbourne crée la surprise en battant les Western Sydney Rams, pourtant premiers de la saison régulière.

### Finale
13 octobre 2007
Bluetongue Central Coast Stadium, Gosford. Spectateurs : 4 189 (record de la saison)
Central Coast Rays-Melbourne Rebels : 20-12 (m.-t. : 17-7)
Points marqués : 
Central Coast Rays : 2 essais, Beau Robinson, Peter Hewat, 2 transformations Peter Hewat, 2 pénalités Peter Hewat (2/3)
Melbourne Rebels : 2 essais, James Hanson, David Croft, 1 transformation Jack Farrer.
Lors de la saison régulière, les Rays s'étaient imposés 55-7 sur le terrain des Rebels. Ils confirment leur supériorité en s'imposant en finale et resteront ainsi les premiers — et seuls — vainqueurs de l'Australian Rugby Championship.